# ابرکشور
ابرکشور مفهومی است که از آن برای اشاره به یک کشور «قدرتمند و وسیع که از اتحاد و یکپارچگی چند کشور کوچک‌تر به وجود می‌آید» استفاده می‌شود. مفهوم ابرکشور با ابرقدرت یکسان نیست، گرچه شباهت‌هایی نیز میان این دو وجود دارد. همچنین نباید ابرکشور را با امپراتوری یا شاهنشاهی، دولتی که در آن یک ملت بر سایر ملل سلطه نظامی و اقتصادی دارد، یکسان پنداشت.